# Lijst van vulkanen in Nicaragua

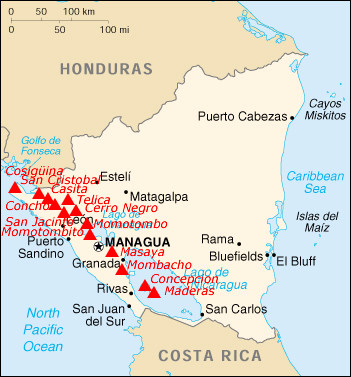
Vulkanen in Nicaragua

Dit is een lijst van actieve en inactieve vulkanen in Nicaragua. De meeste van deze vulkanen zijn onderdeel van de Ring van Vuur en zijn hier het gevolg van subductie van de Cocosplaat onder de Caribische Plaat.
Met uitzondering van Azul aan de Caribische kust en Estelí in de noordelijke bergen, zijn ze allemaal uitgelijnd van het noordwesten richting het zuidoosten, parallel aan de Pacifische kust van Nicaragua.

## Lijst
| Naam                | Hoogte | Departement/Regio                      | Coördinaten            | Type                         | Laatste activiteit         | Gebergte                |
| ------------------- | ------ | -------------------------------------- | ---------------------- | ---------------------------- | -------------------------- | ----------------------- |
| Azul                | 201 m  | Región Autónoma de la Costa Caribe Sur | 12° 32′ NB, 83° 52′ WL | sintelkegel                  | Holoceen                   | geïsoleerd              |
| Estelí              | 899 m  | Estelí                                 | 13° 10′ NB, 86° 24′ WL | spleetvulkaan                | Holoceen?                  |                         |
| Cosigüina           | 872 m  | Chinandega                             | 12° 59′ NB, 87° 34′ WL | stratovulkaan                | 1859                       |                         |
| Chonco              | 1105 m | Chinandega                             | 12° 42′ NB, 87° 3′ WL  | stratovulkaan                |                            | Cordillera Los Maribios |
| Moyotepe            | 917 m  | Chinandega                             | 12° 45′ NB, 86° 59′ WL | stratovulkaan                |                            | Cordillera Los Maribios |
| San Cristóbal       | 1745 m | Chinandega                             | 12° 42′ NB, 87° 0′ WL  | stratovulkaan                | 2009                       | Cordillera Los Maribios |
| Pelona              | 827 m  | Chinandega                             | 12° 41′ NB, 86° 56′ WL | caldera                      | Plioceen en Pleistoceen    | Cordillera Los Maribios |
| Casita              | 1405 m | Chinandega                             | 12° 41′ NB, 86° 57′ WL | stratovulkaan                |                            | Cordillera Los Maribios |
| Telica              | 1061 m | León                                   | 12° 36′ NB, 86° 51′ WL | stratovulkaan                | 2015                       | Cordillera Los Maribios |
| Santa Clara         | 780 m  | León                                   | 12° 35′ NB, 86° 49′ WL | stratovulkaan                |                            | Cordillera Los Maribios |
| Rota                | 832 m  | León                                   | 12° 33′ NB, 86° 45′ WL | stratovulkaan                | Holoceen                   | Cordillera Los Maribios |
| Cerro Negro         | 675 m  | León                                   | 12° 30′ NB, 86° 42′ WL | sintelkegel                  | 1999                       | Cordillera Los Maribios |
| Las Pilas + El Hoyo | 1088 m | León                                   | 12° 30′ NB, 86° 41′ WL | complexe vulkaan             | 1954                       | Cordillera Los Maribios |
| Cerro Asososca      | 818 m  | León                                   | 12° 27′ NB, 86° 41′ WL | stratovulkaan                |                            | Cordillera Los Maribios |
| Lac Asososca        |        | León                                   | 12° 26′ NB, 86° 40′ WL | Maar                         |                            | Cordillera Los Maribios |
| Momotombo           | 1258 m | León                                   | 12° 25′ NB, 86° 32′ WL | stratovulkaan                | 2015                       | Cordillera Los Maribios |
| Momotombito         | 850 m  | León                                   | 12° 21′ NB, 86° 28′ WL | stratovulkaan                |                            | Cordillera Los Maribios |
| Cerro el Ciguatepe  | 603 m  | Managua                                | 12° 32′ NB, 86° 9′ WL  | stratovulkaan                | Holoceen?                  |                         |
| Las Lajas           | 926 m  | Boaco                                  | 12° 18′ NB, 85° 44′ WL | schildvulkaan                | Holoceen                   |                         |
| Apoyeque            | 518 m  | Managua                                | 12° 15′ NB, 86° 21′ WL | pyroclastisch schild         | 2100 v.Chr.                |                         |
| Nejapa-Miraflores   | 360 m  | Managua                                | 12° 7′ NB, 86° 19′ WL  | spleetvulkaan                | 2600 v.Chr.                |                         |
| Masaya              | 635 m  | Masaya                                 | 11° 59′ NB, 86° 10′ WL | pyroclastisch schild/caldera |                            |                         |
| Lac d'Apoyo         | 468 m  | Masaya                                 | 11° 55′ NB, 86° 2′ WL  | caldera                      |                            |                         |
| Granada             | 300 m  | Granada                                | 11° 55′ NB, 85° 59′ WL | spleetvulkaan                | tussen 12.000-2.000 v.Chr. |                         |
| Mombacho            | 1344 m | Granada                                | 11° 50′ NB, 85° 58′ WL | stratovulkaan                | Holoceen                   |                         |
| Zapatera            | 629 m  | Granada                                | 11° 43′ NB, 85° 49′ WL | schildvulkaan                | Holoceen                   |                         |
| Concepción          | 1610 m | Rivas                                  | 11° 32′ NB, 85° 37′ WL | stratovulkaan                | 2007                       |                         |
| Maderas             | 1394 m | Rivas                                  | 11° 27′ NB, 85° 31′ WL | stratovulkaan                | Holoceen                   |                         |